# 横山拓也
横山 拓也（よこやま たくや、1985年6月29日 - ）は、静岡県出身のサッカー選手。ポジションはフォワード。

## 経歴
浦和レッズ入団当時から、得点能力の高いFWとして期待され、デビュー戦でアシスト、海外遠征のボカ・ジュニアーズ戦でゴールを決めるなど、チームの期待は高かった。
2005年こそそこそこ出場機会があったものの、2006年になるとまったく試合に出られず、モンテディオ山形へレンタル移籍を決断する。
山形では、チームトップタイの8ゴールをあげたが、それ以上に警告14（チームトップ、J2リーグ2位タイ）がネックとなり、12月早々に山形からレンタル移籍満了が言い渡され、さらに浦和・中村修三GM（当時）からも「横山は浦和に戻らない」と明言されてしまう。結果、愛媛FCへ完全移籍。愛媛では、初めは全く使われなかったものの徐々に認められ、フォワードのほかに左サイドハーフでプレーしていた。
2009年7月、Jリーグ参入を目指す藤枝MYFC（当時静岡県社会人リーグ1部）に加入したが、2010年11月17日に藤枝市内で酒気帯び運転をしていたことが発覚し、同月19日付けで解雇された。

## 所属クラブ
- 静岡市立観山中学校
- 静岡学園高校
- 2004年 - 2007年 浦和レッドダイヤモンズ
  - 2007年 モンテディオ山形（レンタル移籍）
- 2008年 愛媛FC
- 2009年 ゼブラ静岡（フットサル）
- 2009年7月 - 2010年11月 藤枝MYFC

## エピソード
ニックネームは「カニ」で、このニックネームの由来は新人時代に先輩の岡野雅行に「お前、干支は何だ?」と聞かれ、干支と12星座を勘違いして「カニです。」と答えたからついたという（誕生日の星座はかに座、干支は丑年である）。

## 個人成績
| 国内大会個人成績 | 国内大会個人成績 | 国内大会個人成績 | 国内大会個人成績 | 国内大会個人成績 | 国内大会個人成績 | 国内大会個人成績 | 国内大会個人成績 | 国内大会個人成績 | 国内大会個人成績 | 国内大会個人成績 | 国内大会個人成績 |
| 年度             | クラブ           | 背番号           | リーグ           | リーグ戦         | リーグ戦         | リーグ杯         | リーグ杯         | オープン杯       | オープン杯       | 期間通算         | 期間通算         |
| 年度             | クラブ           | 背番号           | リーグ           | 出場             | 得点             | 出場             | 得点             | 出場             | 得点             | 出場             | 得点             |
| 日本             | 日本             | 日本             | 日本             | リーグ戦         | リーグ戦         | リーグ杯         | リーグ杯         | 天皇杯           | 天皇杯           | 期間通算         | 期間通算         |
| ---------------- | ---------------- | ---------------- | ---------------- | ---------------- | ---------------- | ---------------- | ---------------- | ---------------- | ---------------- | ---------------- | ---------------- |
| 2004             | 浦和             | 27               | J1               | 2                | 0                | 0                | 0                | 1                | 0                | 3                | 0                |
| 2005             | 浦和             | 27               | J1               | 9                | 2                | 4                | 0                | 0                | 0                | 13               | 2                |
| 2006             | 浦和             | 27               | J1               | 0                | 0                | 0                | 0                | 1                | 0                | 1                | 0                |
| 2007             | 山形             | 9                | J2               | 38               | 8                | -                | -                | 2                | 0                | 40               | 8                |
| 2008             | 愛媛             | 24               | J2               | 11               | 2                | -                | -                | 2                | 0                | 13               | 2                |
| 2009             | 藤枝             | 99               | 静岡県1部        | 8                | 7                | -                | -                | -                | -                | 8                | 7                |
| 2010             | 藤枝             | 9                | 東海1部          | 12               | 3                | -                | -                | -                | -                | 12               | 3                |
| 通算             | 日本             | 日本             | J1               | 11               | 2                | 4                | 0                | 2                | 0                | 17               | 2                |
| 通算             | 日本             | 日本             | J2               | 49               | 10               | -                | -                | 4                | 0                | 53               | 10               |
| 通算             | 日本             | 日本             | 東海1部          | 12               | 3                | -                | -                | 0                | 0                | 12               | 3                |
| 通算             | 日本             | 日本             | 静岡県1部        | 8                | 7                | -                | -                | 0                | 0                | 8                | 7                |
| 総通算           | 総通算           | 総通算           | 総通算           | 80               | 22               | 4                | 0                | 6                | 0                | 86               | 22               |

- Jリーグ初出場 - 2004年11月6日対清水エスパルス戦（埼玉）
- Jリーグ初得点 - 2005年4月23日対セレッソ大阪戦（駒場）